# Валканале (Бергамо)
Валканале је насеље у Италији у округу Бергамо, региону Ломбардија.
Према процени из 2011. у насељу је живело 252 становника. Насеље се налази на надморској висини од 988 м.